# 白盆窯駅
白盆窯駅（はくぼんようえき）とは中華人民共和国北京市豊台区に位置する北京地下鉄房山線の駅である。

## 歴史
- 2020年12月31日 - 開業。[1]

## 駅構造

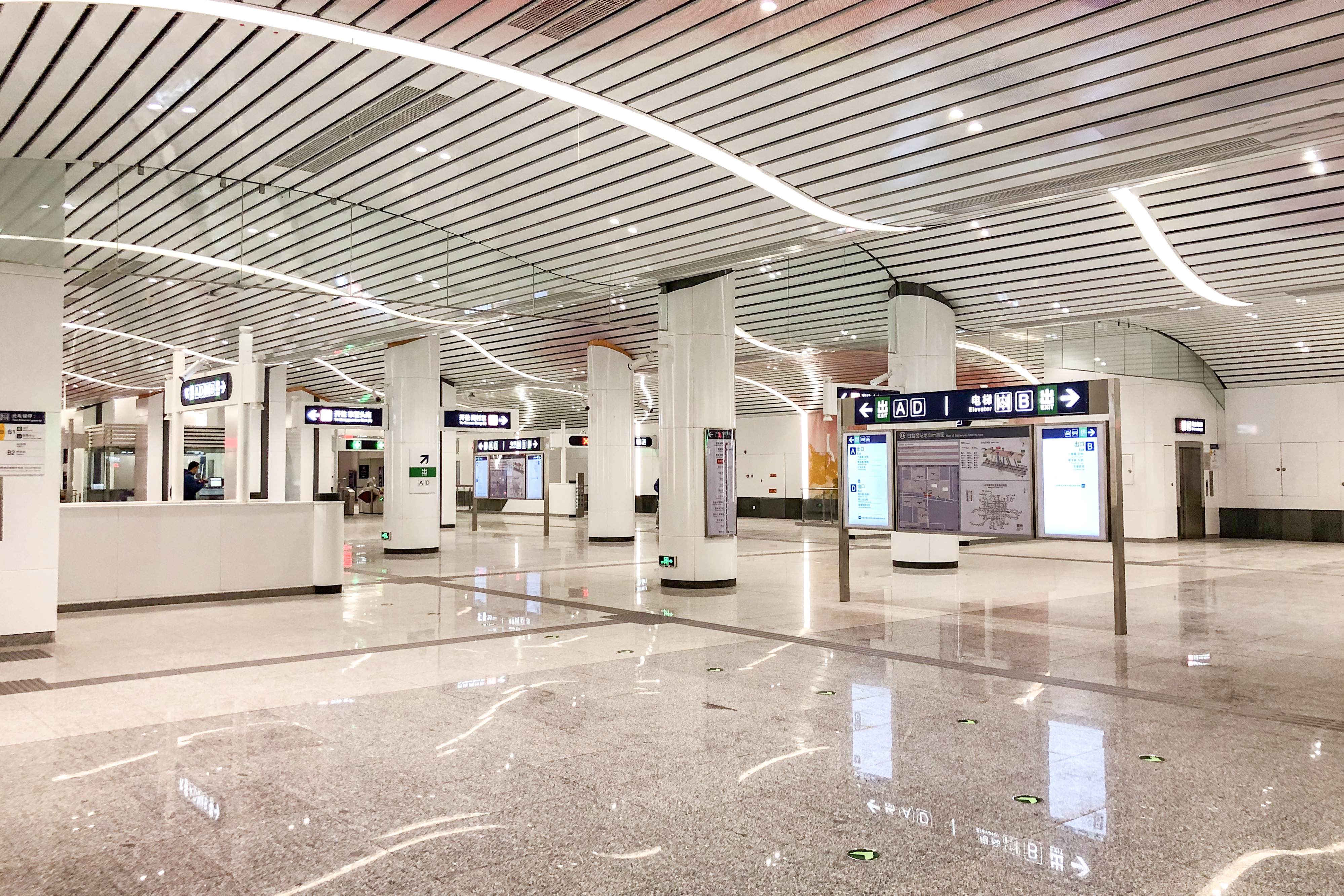
コンコース

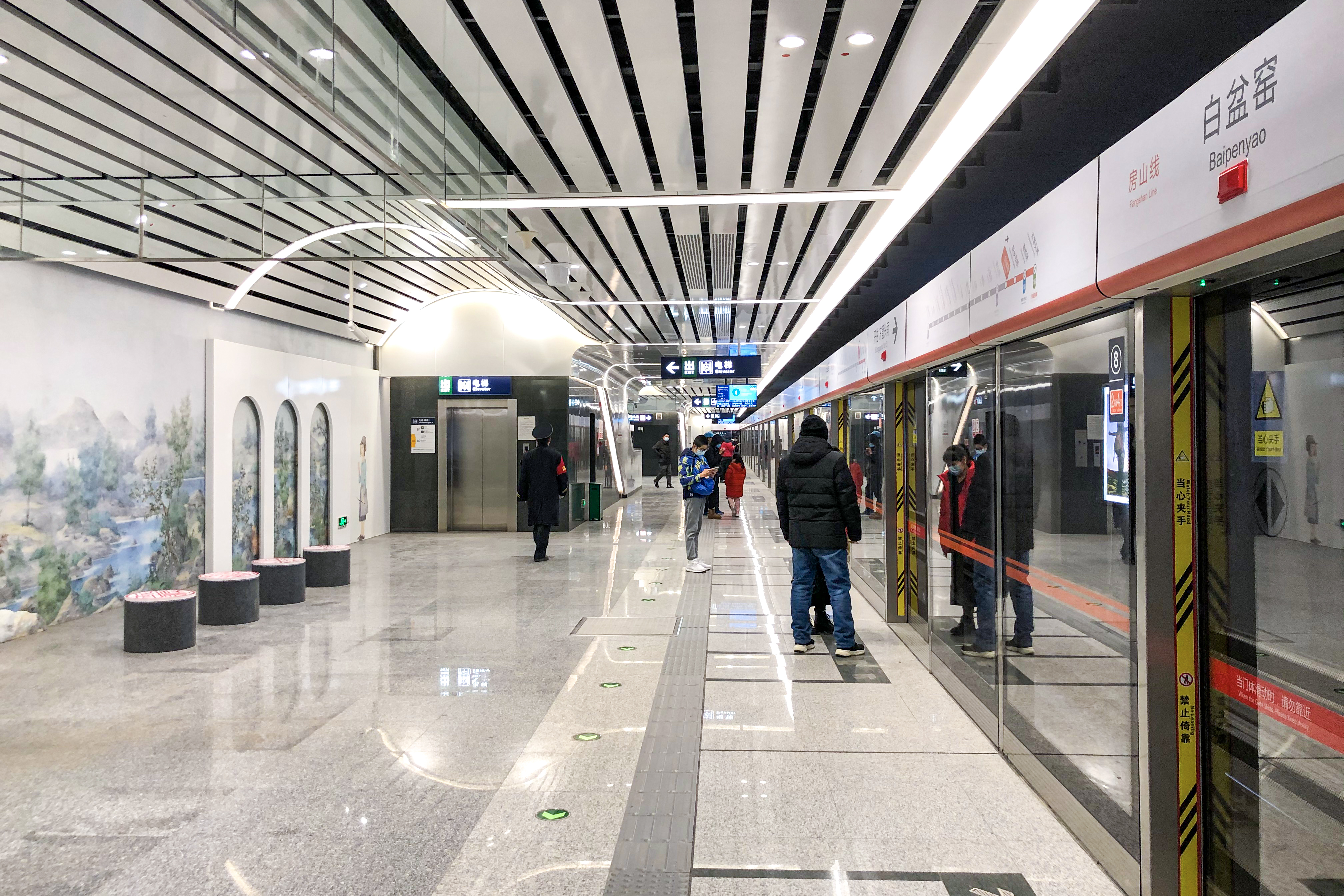
ホーム

相対式ホーム2面2線を有する地下駅。

## 駅周辺
- 億城天築
- 首開華潤家園
- 郭公荘幸福家園東区

## 隣の駅
北京地下鉄
■房山線
花郷東橋駅 - 白盆窯駅 - 郭公荘駅